# 澳洲鮑魚
Module:Autotaxobox第170行Lua错误：attempt to index a nil value
澳洲鲍鱼（学名：Haliotis australis；英语：queen pāua、yellow-foot pāua、austral abalone），是鲍属的一种软体动物，原产于新西兰附近海域。
它的个头在40至100毫米之间，甲壳上有6至8个孔。它在当地是一种较常见的海产品，可食用，但是政府规定只能捕捞长度在80毫米以上的澳洲鲍鱼。

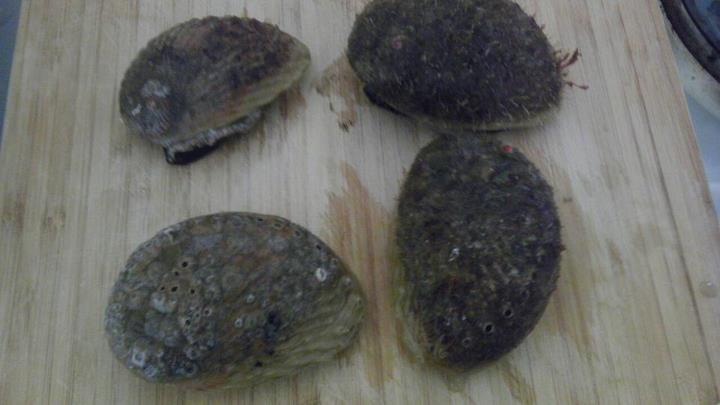
正面

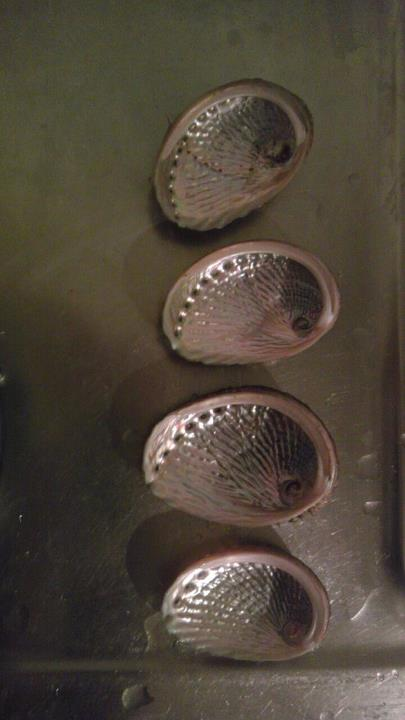
内部